# Barletta-Andria-Trani (tỉnh)
Bản mẫu:Infobox Province
Tỉnh Barletta-Andria-Trani là một tỉnh của Ý trong vùng Apulia, tỉnh này bắt đầu có hiệu lực từ tháng 6 năm 2009. Tỉnh được lập từ 10 đô thị (comuni) trước đây thuộc các tỉnh Bari và Foggia và lấy tên từ các thành phố có vai trò là trung tâm hành chính của tỉnh mới. Dân số tỉnh là 383.018 tại thời điểm điều tra dân số năm 2001.

## Các đô thị ở Barletta-Andria-Trani
Dân số theo điều tra năm 2001
- Andria (100.014) [từ tỉnh Bari]
- Barletta (92.094) [từ tỉnh Bari]
- Bisceglie (51.718) [từ tỉnh Bari]
- Canosa di Puglia (31.445) [từ tỉnh Bari]
- Minervino Murge (10.213) [từ tỉnh Bari]
- Spinazzola (7.362) [từ tỉnh Bari]
- Trani (53.139) [từ tỉnh Bari]
- Margherita di Savoia (12.585) [từ tỉnh Foggia]
- San Ferdinando di Puglia (14.361) [từ tỉnh Foggia]
- Trinitapoli (14.448) [từ tỉnh Foggia]

## Hình ảnh

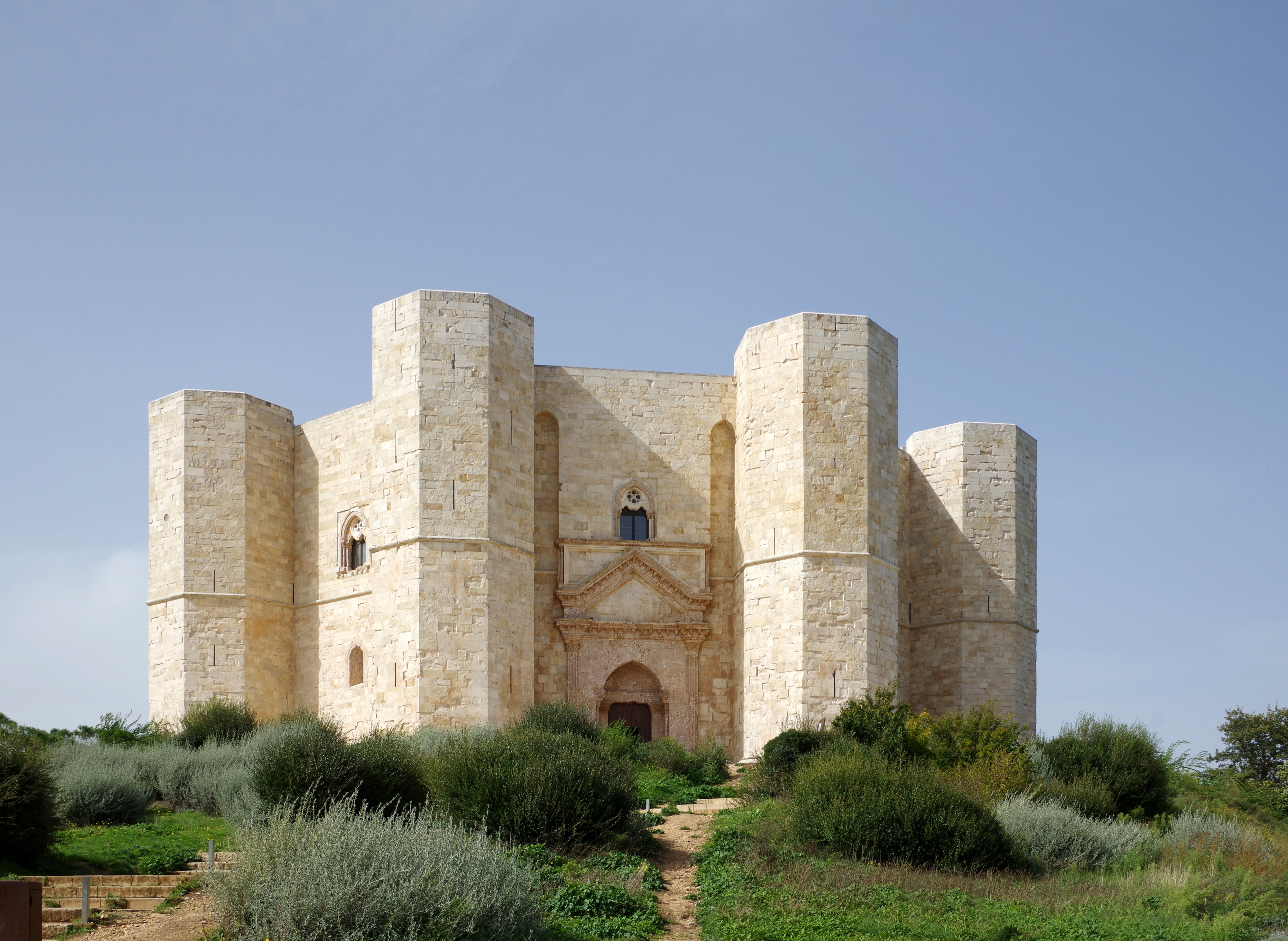
Castel del Monte
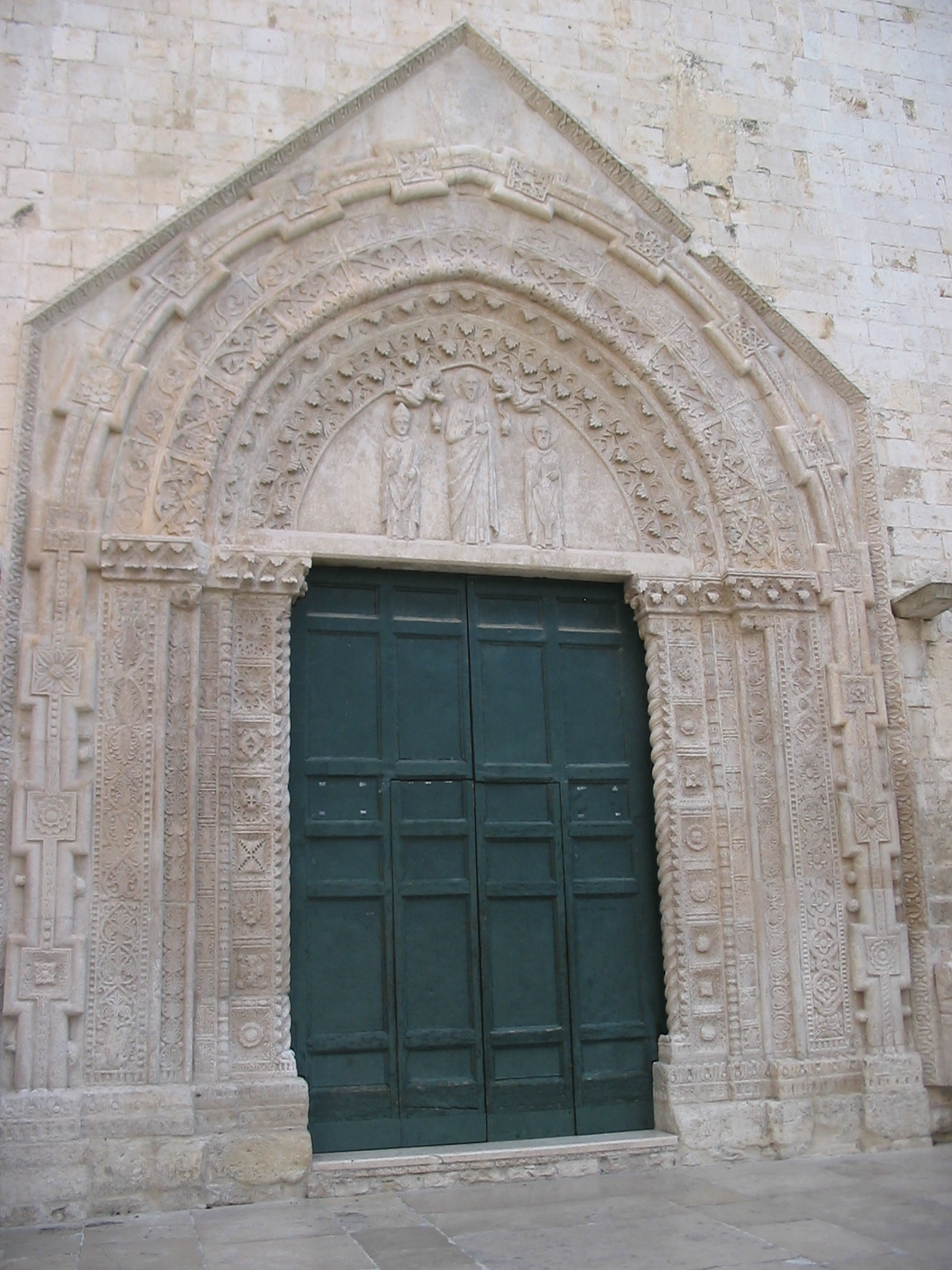
Sant'Agostino, Andria
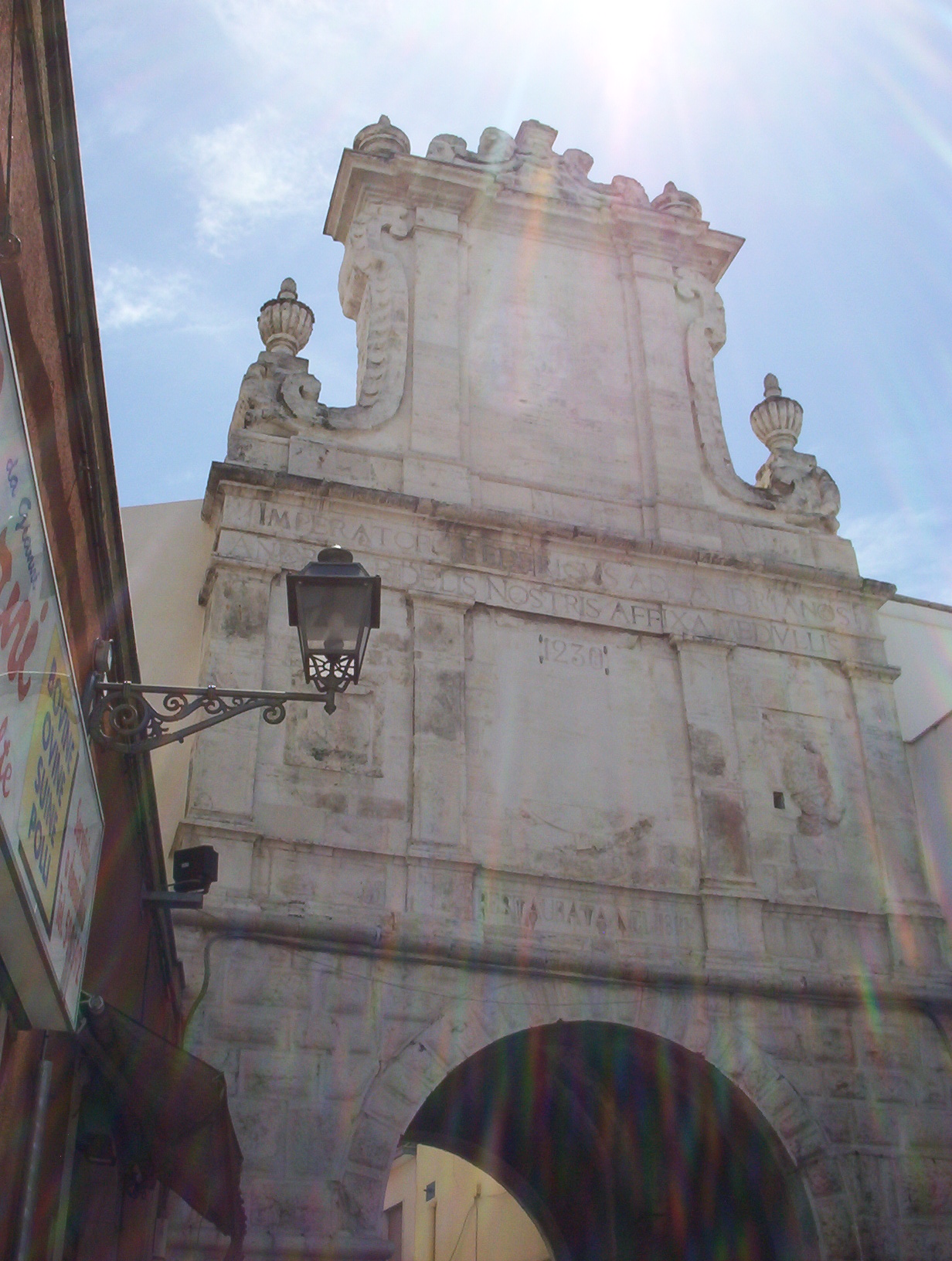
Porta Sant'Andrea, Andria
Lâu đài Barletta
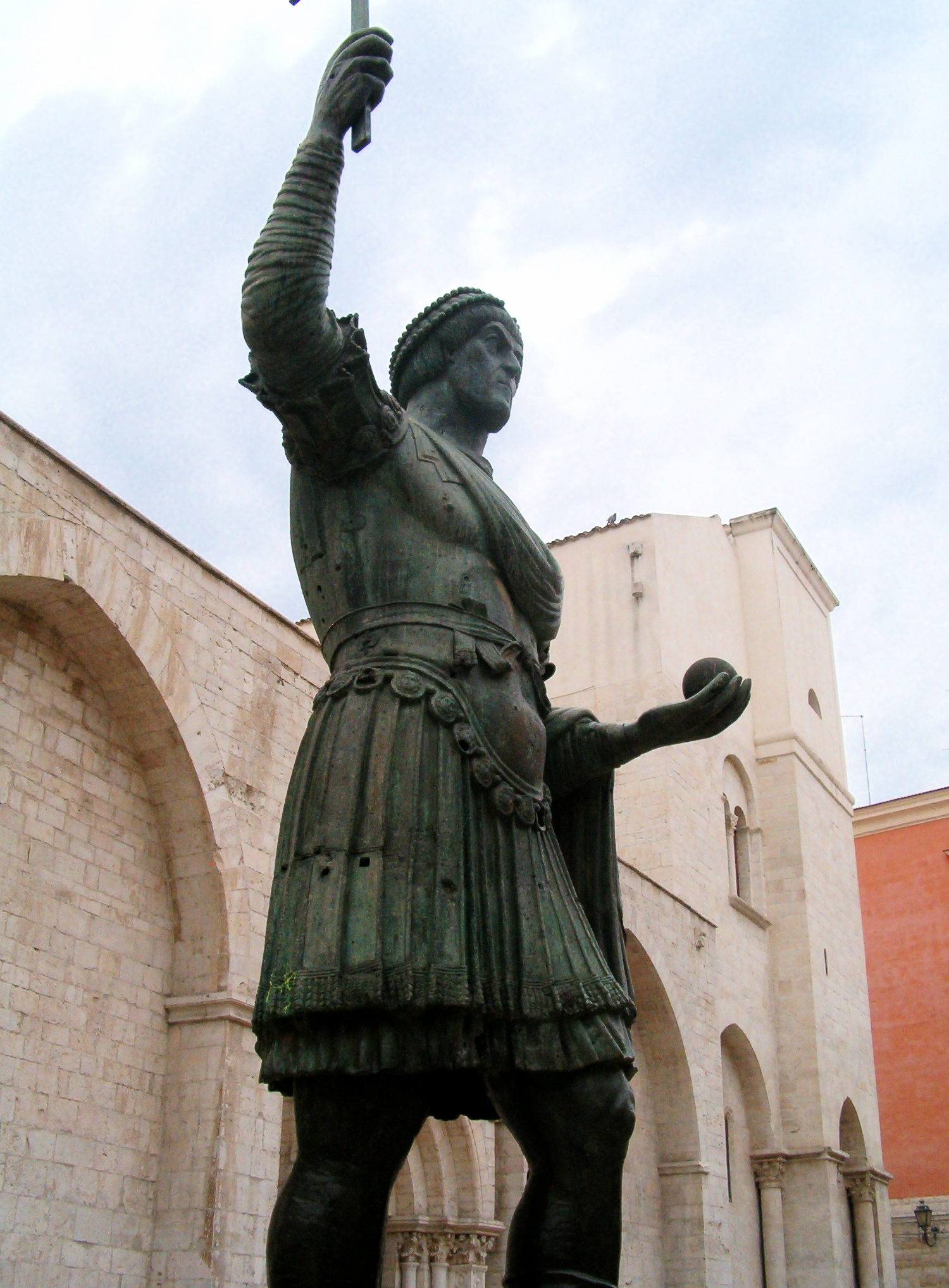
Colossus của Barletta
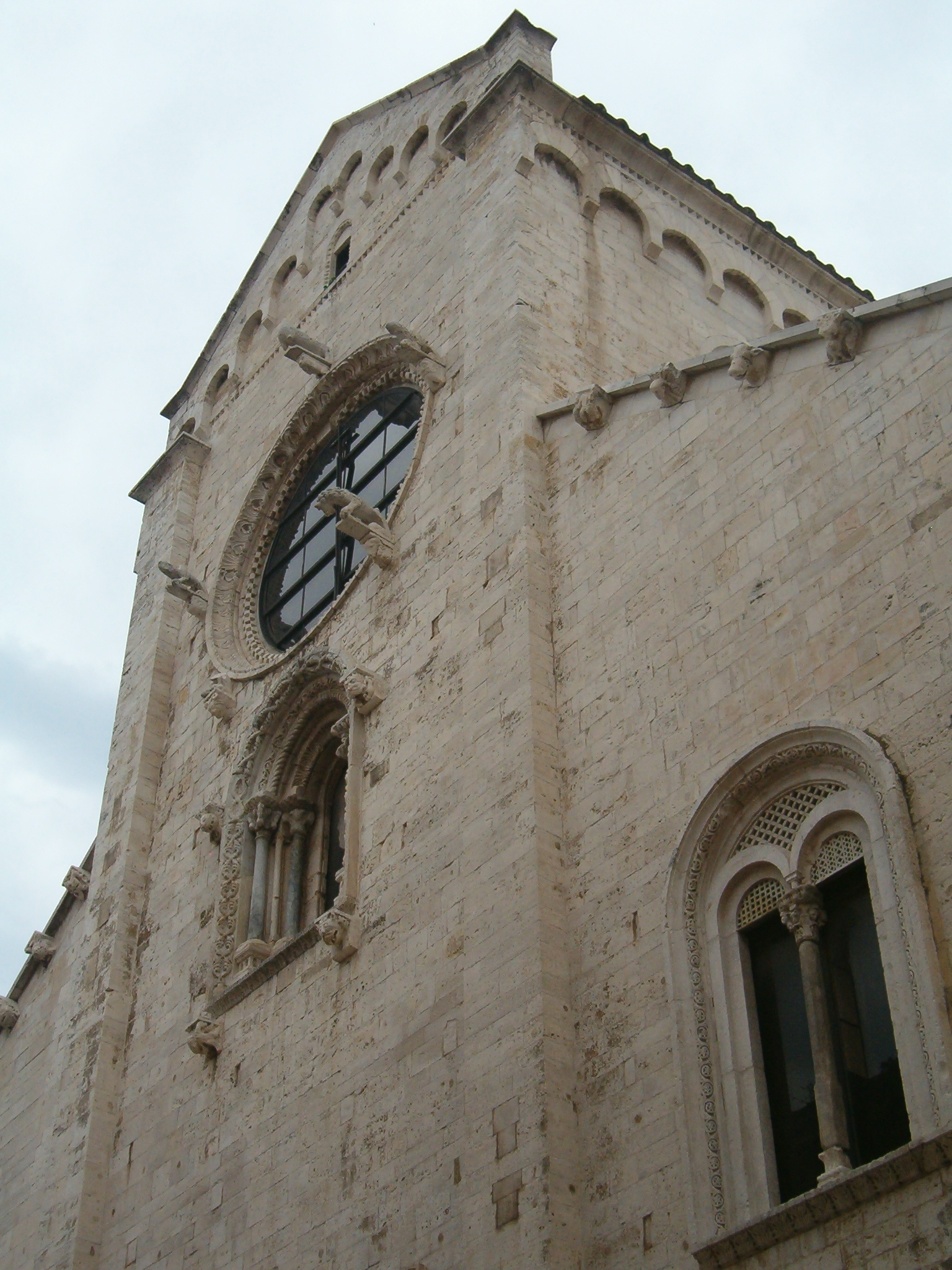
Nhà thờ lớn Barletta
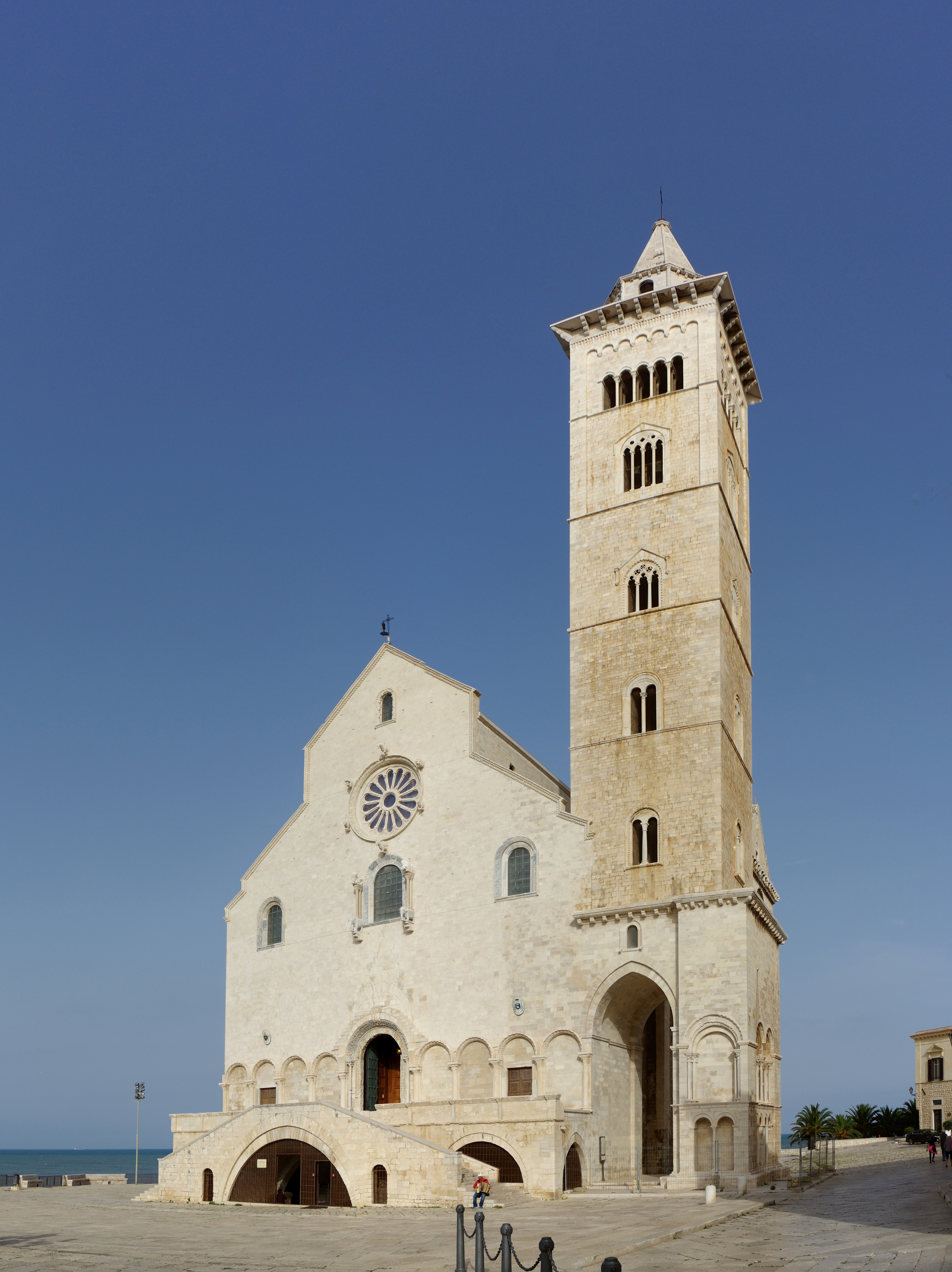
Nhà thờ lớn Trani
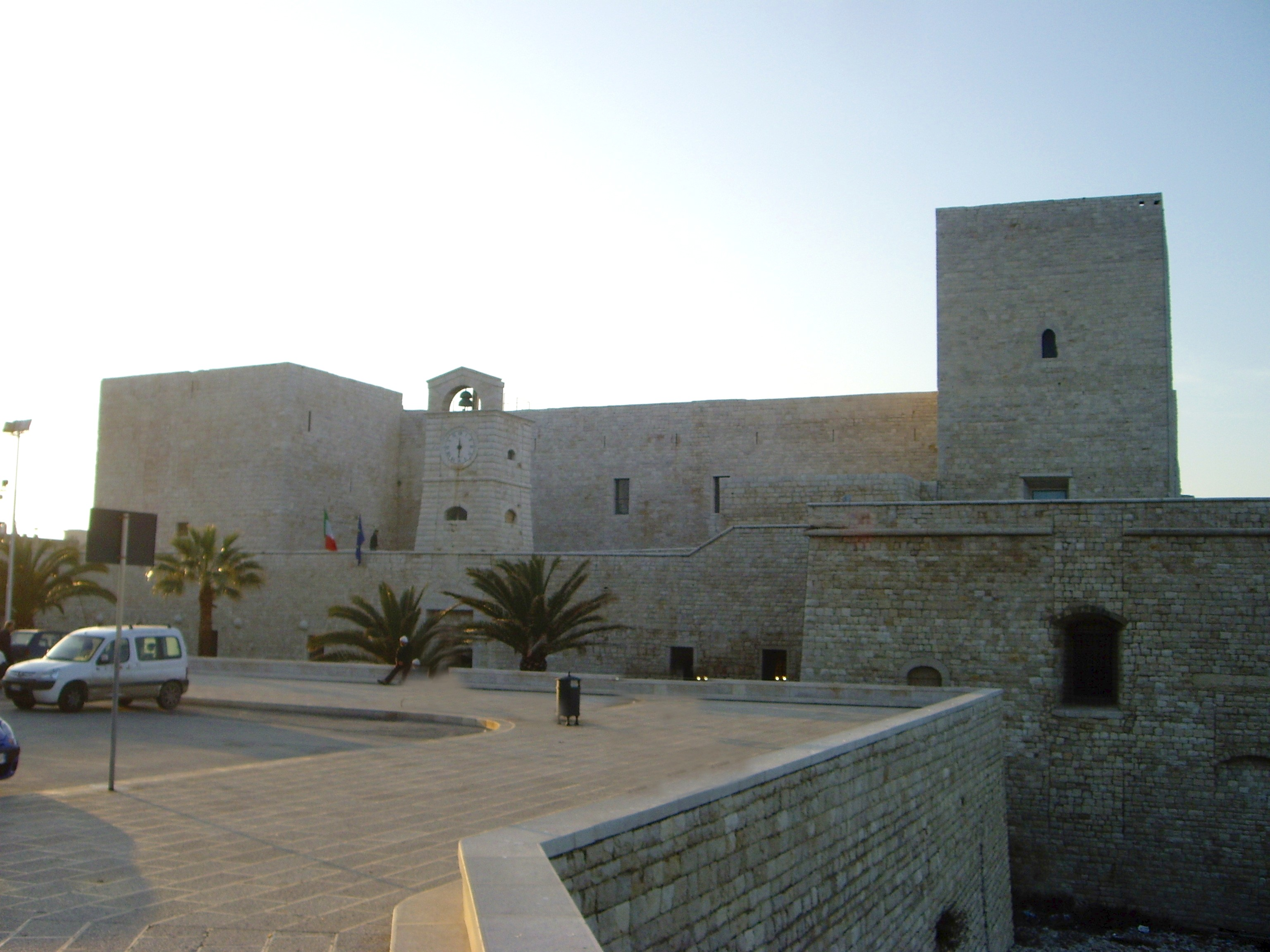
Lâu đài Trani
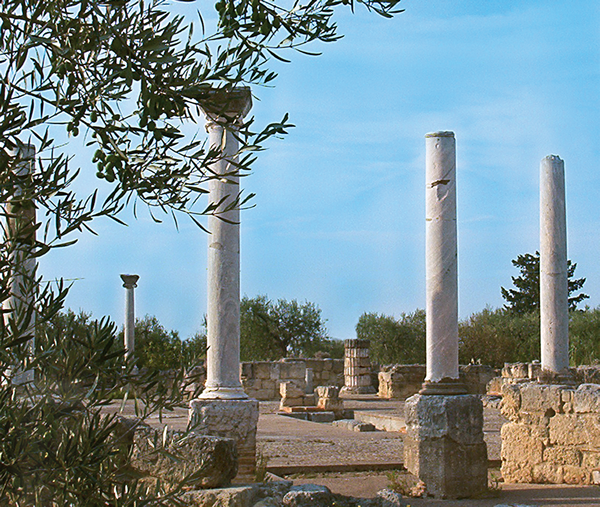
Phế tích của San Leucio Basilica ở Canosa di Puglia